# Sampo Terho
Sampo Terho, né le 20 septembre 1977 à Helsinki, est un homme politique finlandais, membre de Réforme bleue (ST). Il est ministre des Affaires européennes, de la Culture et des Sports de 2017 à 2019.

## Biographie
En 2007, son livre scientifique sur l'histoire de la peine de mort est publié.
Il devient député européen le 26 avril 2011, après la démission de Timo Soini, président des Vrais Finlandais (PS), élu député à la Diète nationale. Il est réélu au cours des élections européennes du 25 mai 2014,.
Lors des élections législatives du 19 avril 2015, il se présente dans la circonscription d'Helsinki. Remportant 10 067 voix de préférence, il se fait élire député à la Diète nationale. Il démissionne de son mandat européen une semaine plus tard.
Le 5 mai 2017, Sampo Terho est nommé à 39 ans ministre des Affaires européennes, de la Culture et des Sports dans le gouvernement de coalition de droite du Premier ministre centriste libéral Juha Sipilä. Candidat à la succession de Timo Soini pour la présidence des Vrais Finlandais, il est battu par Jussi Halla-aho, partisan d'une ligne dure, le 11 juin suivant. Il annonce fonder peu après Réforme bleue (ST), un parti plus modéré. La même année, il est élu membre du conseil municipal d'Helsinki.

## Mandat européen
- Membre de la commission de la culture et de l'éducation.
- Membre de la délégation pour les relations avec le Canada
- Membre suppléant de la commission des affaires étrangères
- Membre suppléant de la sous-commission « sécurité et défense »
- Membre suppléant de la délégation pour les relations avec la Suisse et la Norvège à la commission parlementaire mixte UE-Islande et à la commission parlementaire mixte de l'Espace économique européen (EEE)
- Membre suppléant de la délégation pour les relations avec l'Australie et la Nouvelle-Zélande

## Ouvrages
- (fi) Sampo Terho, Silmä silmästä : Kuolemanrangaistuksen historiaa, Jyväskylä, Atena, 2007 (ISBN 978-951-796-495-1)
- (fi) Sampo Terho, Kohti parempaa Eurooppaa, Suomen Perusta, 2014 (ISBN 978-952-67921-3-2, lire en ligne)